# Nessuna qualità agli eroi
Nessuna qualitá agli eroi (En castellano: Héroes sin atributos, también llamada en inglés Fallen Heroes o "Héroes caídos") es una coproducción italo-suiza, dirigida por Paolo Franchi en el año 2007 y protagonizada por los italianos Bruno Todeschini, Elio Germano y la actriz franco-suiza Irène Jacob.

## Argumento
Bruno Ledeux (Bruno Todeschini) es un hombre de edad media, galerista y curador de arte que es diagnosticado de infertilidad, lo cual provoca una profunda depresión en él, además de sus problemas financieros y deudas. Paralelamente, su prestamista Giorgio Neri muere en un hospital, quedando su único hijo, Luca (Elio Germano) como dueño de sus bienes y comienza a seguir a Bruno a sabiendas de que es el mayor deudor de su padre. La elegante esposa de Bruno y socialité, Anne Riviére (Irène Jacob) ignorante de los problemas de su esposo, va descubriendo progresivamente las evidencias hasta que éste se ve obligado a confesarle su incapacidad de tener hijos. Muy resiliente y comprensiva, Anne acompaña a a Bruno pero éste se sume cada vez más en la desesperanza hasta que entabla contacto con Luca, entre quienes despierta una imprevisible complicidad por tratarse de hijos menoscabados por padres narcisistas y ausentes.
El vínculo entre los dos hombres se vuelve más cercano cuando ambos contemplan el cuadro que da origen al título del filme, Nessuna qualitá egli eroi (Héroes sin atributos), la obra más famosa del padre de Bruno y la razón por la que, convertido en celebridad del arte, habría abandonando a su familia. Luca, joven y con grandes apetitos sexuales, comienza a tener fantasías con Anne y decide convocar a Bruno a un encuentro que termina siendo un secuestro y accidente en automóvil. Más tarde, ya recuperándose de la conmoción y heridas, Luca termina confesándole a Bruno su verdadera intención: inculparlo de las evidencias por el crimen de su padre, a quién él ha dado muerte, desde la premisa que es su más grande deudor y sería la coartada perfecta para quedar libre de sospechas, no obstante, en el último minuto, Luca lleno de arrepentimiento decide no involucrar a Bruno, entregándose a la policía. En las escenas finales, ya de regreso a su casa, una contrariada Anne enfrenta a Bruno por su incapacidad de entender su real apoyo y lealtad, y termina abandonándolo, lo que lleva a Bruno, ya completamente desmoronado en su espíritu, a inculparse del crimen del padre de Luca (que no ha cometido) para que el muchacho pueda ser libre.

## Críticas
El filme fue estrenado en septiembre de 2008 en el Festival Internacional de Cine de Venecia, dividiendo a la crítica entre quienes consideran la película excesivamente cerebral, fría y carente de emocionalidad, contra quienes rescatan la propuesta estética del realizador, conjugando cine y psicoanálisis en una trama que enfrenta a dos hombres de emociones contenidas. Por este filme, el realizador Paolo Franchi obtuvo el premio a Mejor Director de los Golden Globes de Italia y una nominación al Mejor Guión, aunque también comentarios adversas por sus escenas de alto contenido sexual.
Algunas de las escenas más profusamente comentadas del filme están más cercanas al ámbito de la performance que a la actuación, causando controversia tras su estreno en Venecia. En la pista de comentarios en audio a la edición italiana en DVD, estrenada en 2008 por 01 Distribution(Italia) el director Paolo Franchi y el crítico Maurizo Porro se refirieron a varias de estas escenas, como la secuencia en que Elio Germano, semidesnudo, se autoinduce el vómito frente a un retrete, o la polémicas escenas de sexo (entre Mimosa Campironi y Elio Germano con un desnudo frontal del actor simulando una erección, o la escena de sexo oral (cunnilingus) no simulado entre Irène Jacob y Bruno Todeschini), que algunos críticos consideraron semi pornográficas, y que el director remitió al subtexto freudiano del relato, aduciendo que son las escenas "de culto" de la película, y que su rodaje estuvo muy planificado, bajo pleno control de los actores intérpretes; sin embargo, otra escena controvertida de gran carga sexual, una secuencia onírica donde se simula una masturbación masculina en público, fue completamente improvisada por los actores Elio Germano e Irène Jacob.